# Deutsche Sprachprüfung für den Hochschulzugang
Deutsche Sprachprüfung für den Hochschulzugang (DSH) – egzamin z języka niemieckiego dla obcokrajowców ubiegających się o przyjęcie na studia w Niemczech.
Organizowany jest przez niemieckie uczelnie i jako jedyny egzamin potwierdzający biegłość językową w zakresie języka niemieckiego uprawnia do podjęcia studiów na wszystkich uczelniach w Niemczech.

## Skala ocen
DSH oceniany jest w trzystopniowej skali (DSH1, DSH2, DSH3) przy czym tylko certyfikat potwierdzający znajomość na poziomie DSH2 i DSH3 zaświadcza o posługiwaniu się j. niemieckim na poziomie wystarczającym do podjęcia studiów w tym języku.